# Дельо Зафиров
Дельо Зафиров е български революционер, деец на Вътрешната македоно-одринска революционна организация.

## Биография
Дельо Зафиров е роден в 1856 година в град Гевгели, който тогава е в Османската империя. По професия е шивач. Влиза във ВМОРО през 1895 година, а от 1898 година е член на околийския комитет на организацията в родния си град. В 1902 година османските власти го задържат и осъждат на 101 години затвор. Амнистиран е през март 1903 година и отново влиза в околийския революционен комитет.
Умира в 1932 година в Кърджали.